# Erdős André
Erdős André (Algír, 1941. május 18.) magyar diplomata, nagykövet.

## Élete és munkássága
A Moszkvai Állami Nemzetközi Kapcsolatok Intézetben (MGIMO) és a budapesti Politikai Főiskolán szerzett diplomát.
Pályafutását 1965-ben a Külügyminisztérium arab főosztályán kezdte. 1968 és 1972 között attaséi beosztásban a rabati magyar nagykövetségen dolgozott. Ebben az időszakban és a következő években számos állami és diplomáciai látogatáson vett részt felső szintű tolmácsként Európában, Afrikában és Ázsiában.
1973-tól az Európai Biztonsági és Együttműködési Konferencia (EBESZ) Ügyek Osztályán dolgozott. Tagja volt az 1973-tól 1975-ig Genfben, 1975-ben Helsinkiben, 1977-től 1978-ig a belgrádi EBESZ-üléseken részt vevő magyar delegációknak. 1978 és 1983 között Magyarország állandó ENSZ-képviseletének tagja volt New York-ban. 1982-ben és 1983-ban az ENSZ Közgyűlése 37. ülésszaka magyar elnökének különleges asszisztense volt. 1984-ben a magyar külügyminiszter kabinetfőnökévé és tanácsadójává nevezték ki, amelyet 1986-ig töltött be. Ugyanebben az évben nagyköveti rangot kapott. 1986-tól 1989-ig vezette a bécsi EBESZ utótalálkozón részt vevő magyar delegációt, valamint a helsinki folyamattal kapcsolatos egyéb konferenciákon résztvevőket. 1989 és 1990 között a Nemzetközi Szervezetek Osztályának főigazgatója volt.
1990-ben lett a New York-i magyar ENSZ képviselet vezetője. Magyarország BT-tagsága idején, 1992-ben és 1993-ban ő képviselte Magyarországot a Biztonsági Tanácsban. Tagja volt a Biztonsági Tanács küldöttségének, amely 1993-ban Bosznia-Hercegovinában járt. 1994-ben az ENSZ Leszerelési Bizottságának elnökévé választották.
1994-ben visszatért Budapestre és a többoldalú ügyekért felelős (ENSZ, EBESZ, NATO, leszerelés, nemzeti kisebbségek, regionális együttműködés Közép- és Kelet-Európában) helyettes külügyi  államtitkár lett. 1995-ben az EBESZ magyar elnöksége alatt koordinálta a magyar diplomácia munkáját, és EBESZ-delegációkat vezetett többek között Csecsenföldön, Karabahban, Horvátországban. Az EBESZ Trojka küldöttségének tagjaként 1996-ban meglátogatta a posztszovjet Közép-Ázsia összes államát.
1995 és 1999 között az Egyesült Nemzetek Szervezete főtitkárának a leszerelési ügyekkel foglalkozó tanácsadó bizottságának volt a tagja, majd 1998-tól elnöke. Az 1995-ös leszerelési konferencia alelnökévé választották.
1997-ben visszatért Magyarország állandó ENSZ-képviselői posztjára New Yorkba. Megválasztották az atomsorompó-szerződés 2000. évi konferenciájának szövegező bizottságának elnökévé, 2001-ben pedig az ENSZ Közgyűlése 56. ülésszaka első bizottságának (leszerelés és nemzetközi biztonság) elnökévé.
2002-ben New Yorkot elhagyva párizsi magyar nagykövet lett, ezt a posztot 2006 végéig töltötte be.
Visszatérve Magyarországra, 2007 és 2009 között a magyar miniszterelnök Kül- és Biztonságpolitikai tanácsadója volt.
Nyugállományba vonulása után a Magyar ENSZ Társaság alelnöke lett, valamint számos más civil szervezet tevékenységében vett részt. A Budapesti Corvinus Egyetem Nemzetközi és Diplomáciai Tanulmányok Posztgraduális Intézetének címzetes professzora lett, ahol a multilaterális diplomáciáról, az ENSZ-ről, az Európai Unióról és a NATO-ról tartott kurzusokat. A budapesti székhelyű Nemzetközi Demokratikus Átmeneti Központ (ICDT) vezető tanácsadója volt.
Számos cikket publikált a magyar és a nemzetközi sajtóban. Külpolitikai témákkal foglalkozó intézmények és konferenciák hívták meg előadónak Franciaországban, Spanyolországban, Lengyelországban, Dániában, Szlovákiában, Cipruson, az Egyesült Államokban, Egyiptomban, Japánban, Tanzániában és másutt. Számos amerikai egyetemen (Fletcher School of Law and Diplomacy/Boston,  Columbia Egyetem, Princetoni Egyetem, Wellesley College, Yale Egyetem) és a párizsi École Militaire-en is tartott előadásokat.
Az egyetemen fő nyelveként arabul tanult, emellett tolmácsi szinten elsajátította a francia, angol, orosz és spanyol nyelveket is.

## Díjai, elismerései
- Magyar Köztársasági Érdemrend parancsnoki keresztje,
- Horvát Köztársasági Szalaggal ellátott Branimir herceg Érdemrend
- A Becsületrend parancsnoka
- Francia Köztársaság Nemzeti Érdemrend nagykeresztje

## Műveiből
- Sorsfordító esztendők (Korona Kiadó Kft. 2004)